# Karl Schulmeister

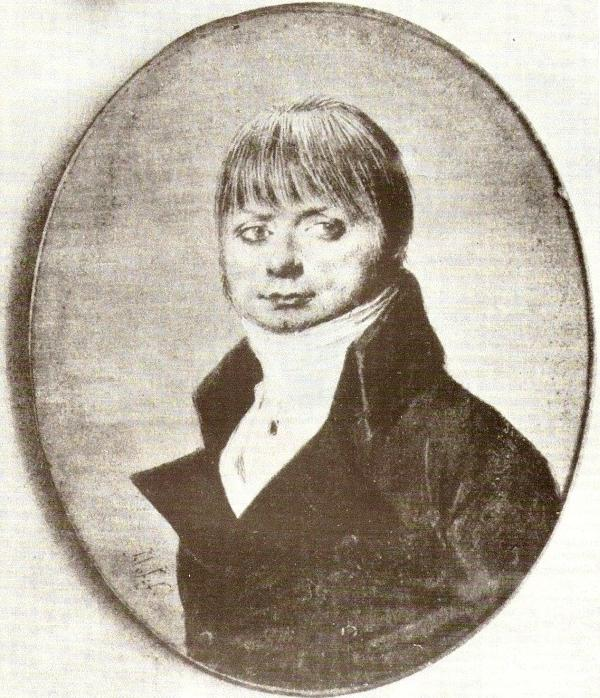
Charles-Louis Schulmeister (1770-1853)

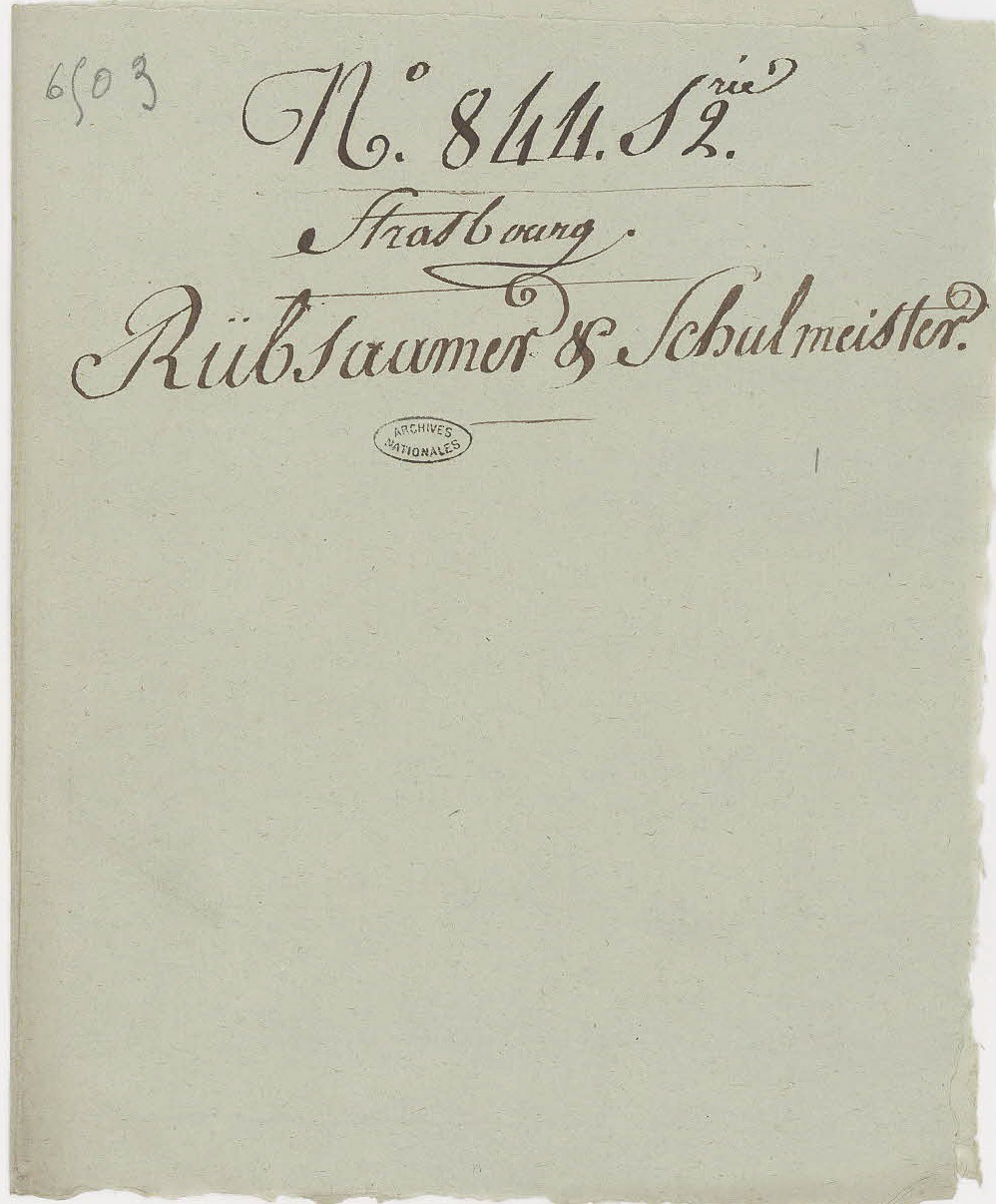
Dossier van Schulmeister bij het Straatsburgse bureau van het ministerie van politie, 10 september 1807.

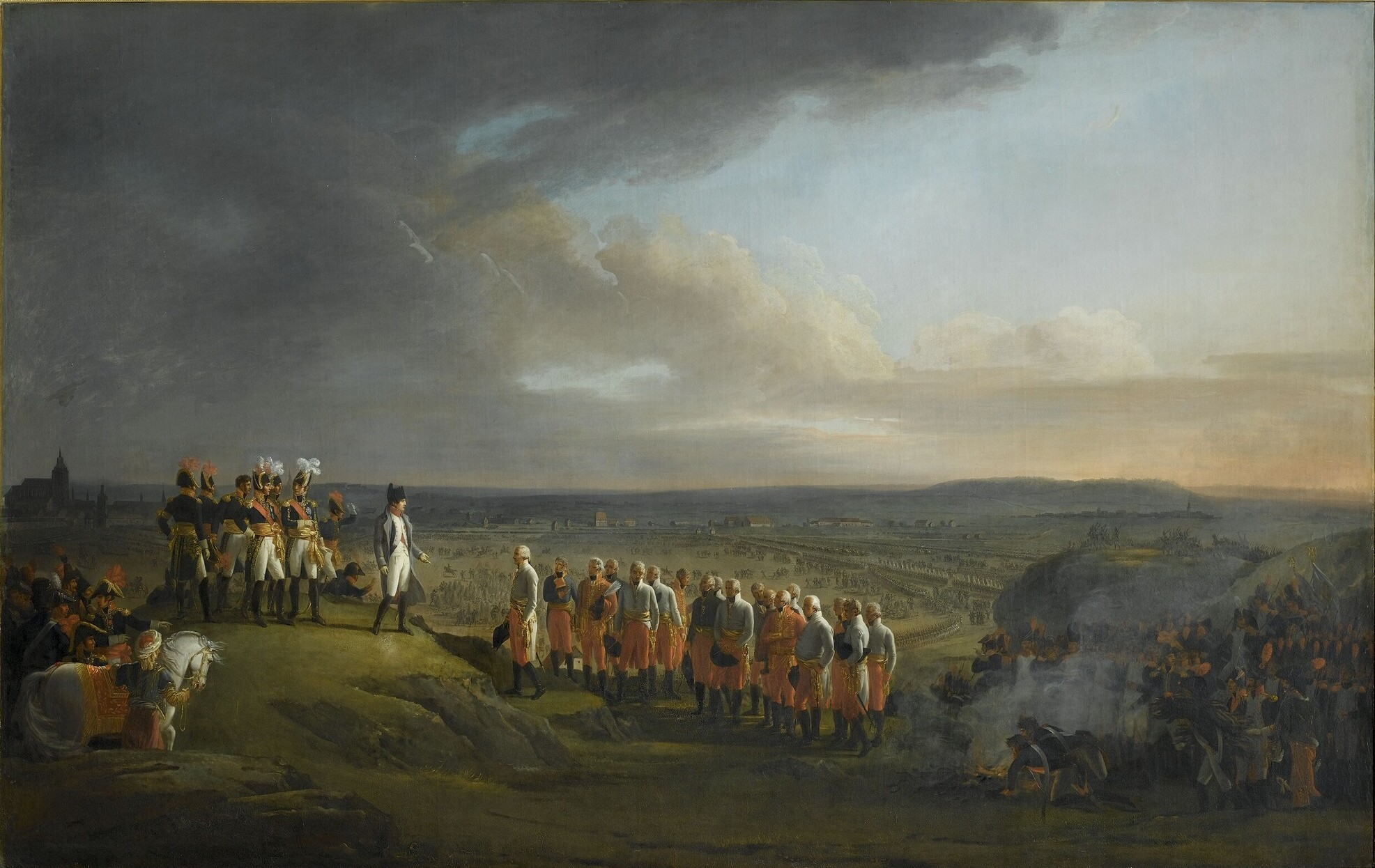
De Oostenrijkers capituleren voor Napoleon in Ulm (René Théodore Berthon, vóór 1815)

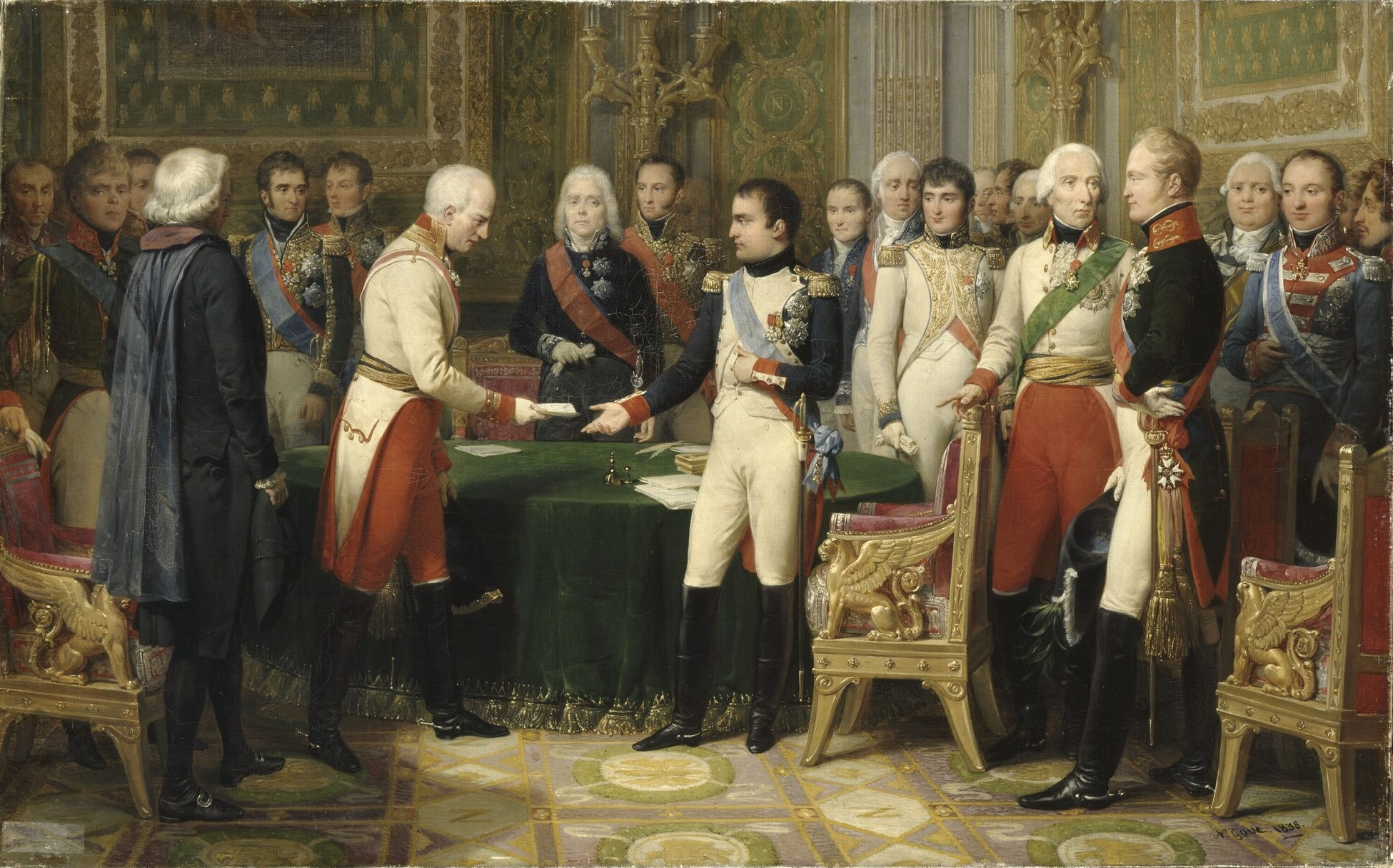
Napoleon en Alexander ontvangen de Oostenrijkse gezanten in Erfurt (schilderij van Nicolas Grosse)

Karl Ludwig of Charles Louis Schulmeister (Freistett bij Rheinau, 5 augustus 1770 - Straatsburg, 8 mei 1853) was een dubbelspion in dienst van Napoleon. Het grootste exploot van Monsieur Charles was de desinformatie waarmee hij het Oostenrijkse leger bij Ulm in handen van de Fransen speelde (1805).

## Levensloop

### Smokkelaar
Zijn vader was een onderpastoor die Schulmeister zijn middelbare studies liet afmaken. Hij werd in 1788 klerk in Kehl, maar schreef zich in 1792 in als ijzerhandelaar in zijn geboortedorp. In datzelfde jaar trouwde hij met een dochter van mijnraad Unger uit Sainte-Marie-aux-Mines.
In die periode ontdekte Schulmeister de lucratieve maar gevaarlijke wereld van de grenssmokkel. Hij verzamelde een bende rond zich en toonde zich meedogenloos, niet aarzelend om een douaneagent die hem kwam arresteren dood te schieten. Vanaf 1794 was hij te vinden in het kielzog van de Franse legers die onder Savary herhaaldelijk de Rijn over trokken. Ook werd hij informant voor de geheime politie van Fouché, die de handen vol had met het observeren van émigrés langs de Rijn. Ondertussen liepen Schulmeisters zaken uitstekend en kon hij in 1798 een huis kopen in Straatsburg, met een kruideniers- en tabakszaak die de perfecte dekmantel bood voor zijn activiteiten.

### Spion en hoofd van politie
Over hoe Schulmeister door Savary aan Napoleon werd geïntroduceerd, doen sterke verhalen de ronde. Waarschijnlijk werkte hij zich vooral in de kijker bij het uit de weg ruimen van de duc d'Enghien, een vrij onbeduidende Bourbon wiens afstamming de eerste consul een doorn in het oog was. Hij zou op Franse bodem worden gelokt met een vervalste brief om hulp van een jonge vrouw uit Straatsburg, waarna hij zou worden gearresteerd en beschuldigd van een royalistisch terugkeercomplot. Uiteindelijk bleek de tussenkomst van Schulmeister niet nodig en werd de hertog gewoon ontvoerd en terechtgesteld (maart 1804).
Het volgende jaar toonde de spion zich pas echt van waarde voor Bonaparte. Tijdens de Derde Coalitieoorlog was zijn dubbelrol een cruciale factor die Napoleon toeliet om de Oostenrijkers uit te schakelen alvorens ze zich konden verenigen met de Russen. Schulmeister reisde af naar Wenen, waar hij zich voordeed als een Hongaarse edelman, baron Steinherr, die door Napoleon was uitgewezen. Met brieven die hij presenteerde als afkomstig van Berthier, won hij het vertrouwen van generaal Karl Mack en Wend, kapitein van de inlichtingendienst. Mack had het Oostenrijkse leger, nominaal onder het bevel van aartshertog Ferdinand, naar Ulm geleid. Hij wist dat de opmarcherende Russen onder Koetoezov over een maand bij hem konden zijn. Toch slaagden de Fransen erin hem in de tang te nemen en zijn terugtrekkingslijn af te snijden. Behalve het omzichtige manoeuvreren van Bonaparte, die geleerd had van Marengo, was dit te danken aan Schulmeister, die telkens zand in de ogen wist te strooien. Eerst liet hij Mack geloven in een verkeerde marsroute, dan liet hij hem met valse rapporten de omvang van het Franse leger onderschatten en ten slotte - toen Mack op 11 oktober eindelijk in beweging was gekomen - wist hij hem naar Ulm te doen terugkeren onder het voorwenden van allerlei gefabriceerde feiten: Napoleons leger was gedemoraliseerd en op de terugtocht omdat er revolutie was uitgebroken in Frankrijk en de Engelsen geland waren in Boulogne. Mack trapte erin, dacht zelfs aan achtervolgen, en zag zijn leger omsingeld. Op 20 oktober capituleerde hij na de weinig glorieuze Slag bij Ulm. Een van de grootste decepties uit de militaire geschiedenis had geleid tot de overgave van 33.000 soldaten en 60 generaals.
Na deze gebeurtenissen bleef Schulmeister in zijn rol. Hij reisde van Ulm naar Mühldorf en ontfutselde daar de Oostenrijkse officieren informatie over de intenties van Koetoezov. Hij woonde zelfs een oorlogsraad voorgezeten door keizer Frans II bij. Uiteindelijk werd hij toch ontmaskerd en in gevangenschap naar Wenen gevoerd, waar hem ongetwijfeld het vuurpeloton of de galg wachtte. Het geluk liet hem echter niet in de steek, want Napoleon besloot tot een drieste opmars en trok al op 13 november de stad binnen. Alsof hij het mes in de Oostenrijkse wonde wilde draaien, stelde hij Schulmeister aan tot Generalkommissar van de Weense politie. Hij bleef dit tot 12 januari 1806.
Rijkelijk beloond keerde hij daarna terug naar Frankrijk. Even bezuiden Straatsburg verwierf hij een domein van ongeveer tweehonderd hectare, waar hij de beroemde architect Friedrich Weinbrenner een kasteel liet optrekken naar het model van Malmaison (1807-08). Hij noemde het Meine Aue (mijn weide) en legde zo de basis voor het huidige toponiem Meinau. Binnen en in het park stonden sculpturen van Landolin Ohmacht. Voorts kocht hij twee huizen in Parijs en in 1810 het kasteel van Piple in de omgeving (tegenwoordig grondgebied Boissy-Saint-Léger).
Ondertussen was hij blijven deelnemen aan het vervolg van de oorlog. Hij deed dit eerst als militair onder Savary. Tijdens de Pruisische campagne slaagde hij erin aan het hoofd van een handvol mannen Wismar in te nemen (november 1806). Door de officieren gevangen te nemen kon hij het garnizoen tot overgave dwingen. Vervolgens nam hij met 25 huzaren Rostock en was hij aanwezig bij de belegering van Danzig. Tijdens de Poolse campagne van het Grande Armée werd hij aan het voorhoofd geraakt door een musketkogel in de slag bij Friedland (14 juni 1807). Twee dagen later al werd hij commissaris-generaal in Koningsbergen. Tijdens de conferentie van Erfurt (1808) was hij belast met de veiligheid van Napoleon en tsaar Alexander. Op 18 mei 1809 werd hij opnieuw voor enkele maanden politiecommissaris in Wenen. Hij ondervroeg de 17-jarige Friedrich Staps, die toegaf Napoleon te hebben willen doodsteken en het met de dood bekocht.
Na het ondertekenen van de vrede op 14 oktober, keerde Schulmeister terug naar Straatsburg, waar hij zich als vrijmetselaar liet initiëren in de loge van La Vraie Fraternité. Zijn vele reizen verraadden dat hij de spionage nog geen vaarwel had gezegd. Ondanks zijn functies en fortuin, was Schulmeister er vooral op belust op benoeming in het Legioen van Eer te krijgen. Napoleon weigerde dit, waarschijnlijk niet happig om Schulmeisters rol bij zijn overwinningen in de verf te zetten. Volgens de legende kon hij zoveel geld krijgen als hij wou, maar bleef het kruis voorbehouden aan wie zich op het slagveld had onderscheiden.

### Na Napoleon
Toen de geallieerden in 1814 Napoleon versloegen, waren ze Schulmeister niet vergeten. In een speciale actie werden zijn twee kastelen grondig geplunderd en verwoest. Zelf wist hij te ontkomen.
Tijdens de restauratie was hij betrokken bij bonapartistische complotten en in de Honderd Dagen voerde hij terug opdrachten uit voor de keizer. Zijn reputatie was echter gekend en Blücher liet hem in augustus arresteren. In november kwam hij vrij uit de gevangenis van Wesel en keerde hij terug naar Frankrijk bij zijn vrouw Charlotte en zijn twee dochters Julie en Joséphine.
De rest van zijn leven verliep zonder grote avonturen. Financieel had hij het minder breed: in 1818 ging zijn suikerfabriek in Meinau failliet en in 1819 verkocht hij Piple aan de bankier Hottinger. Het domein van Meinau, waar suikerbieten werden gekweekt, werd in 1836 openbaar verkocht. Schulmeister opende weer een tabakszaak in Straatsburg, na een spontane tussenkomst van de minister van financiën, zijn oude vriend Hippolyte Passy (1848). Dat hij een ongewoon leven had geleid, bleek toen prins-president Louis Bonaparte, weldra keizer Napoleon III, hem opzocht in zijn woonst op de place Broglie. Korte tijd later stierf hij en werd hij begraven op het Cimetière Saint-Urbain.

## Publicatie
In een anoniem boekje, waarin de biografische gegevens met een korrel zout te nemen zijn, verdedigde Schulmeister zich tegen wat hij ongerechtvaardigde beschuldigingen vond:
- Bruchstücke aus dem Leben des Charles Schulmeister von Meinau als angeklagter Hauptspion des Napoleon, Leipzig, 1817

## Televisie
Over zijn leven is een Franse televisiereeks gemaakt, Schulmeister, espion de l'empereur, uitgezonden van 1971 tot 1974 door ORTF.

## Voetnoten
1. ↑  Marc Allégret, Schulmeister, Karl Ludwig (1770-1853), l'espion de Napoléon (bezocht 14 juni 2017). Gearchiveerd op 6 juni 2023.
2. ↑  De l'argent, tant que tu voudras; la Croix, jamais; je la réserve à mes braves: aangehaald in Paul Muller, L'espionnage militaire sous Napoléon Ier. Ch. Schulmeister, 1896, p. 22
3. ↑  Meinau werd hersteld en bleef als kasteel nog bestaan tot 1873. De paviljoenen zijn er behouden.
4. ↑  Paul Muller, L'espionnage militaire sous Napoléon Ier. Ch. Schulmeister, 1896, p. 176

- Bibliothèque nationale de France: cb144713676 (data)
- Gemeinsame Normdatei: 128512539
- International Standard Name Identifier: 0000 0000 4918 5692
- Library of Congress Control Number: nr2003009857
- Nationale Bibliotheek van Israël: 987007453964805171
- Nederlandse Thesaurus van Auteursnamen: 167755714
- Système universitaire de documentation: 050549847
- Virtual International Authority File: 44525430
- WorldCat: E39PBJxRvGMD6ryDTDX4XKVHmd